# Border collie
Pour les articles homonymes, voir Border et Collie (homonymie).
Vous pouvez aider à l'améliorer ou bien discuter des problèmes sur sa page de discussion.
- Il ne cite pas suffisamment ses sources. Vous pouvez indiquer les passages à sourcer avec {{référence nécessaire}} ou {{Référence souhaitée}}, et inclure les références utiles en les liant aux notes de bas de page. (Marqué depuis avril 2024)
- Il n’est pas rédigé dans un style encyclopédique. (Marqué depuis avril 2024)

- Archive Wikiwix
- Bing
- Cairn
- DuckDuckGo
- E. Universalis
- Gallica
- Google
- G. Books
- G. News
- G. Scholar
- Persée
- Qwant
- (zh) Baidu
- (ru) Yandex
- (wd) trouver des œuvres sur Wikidata

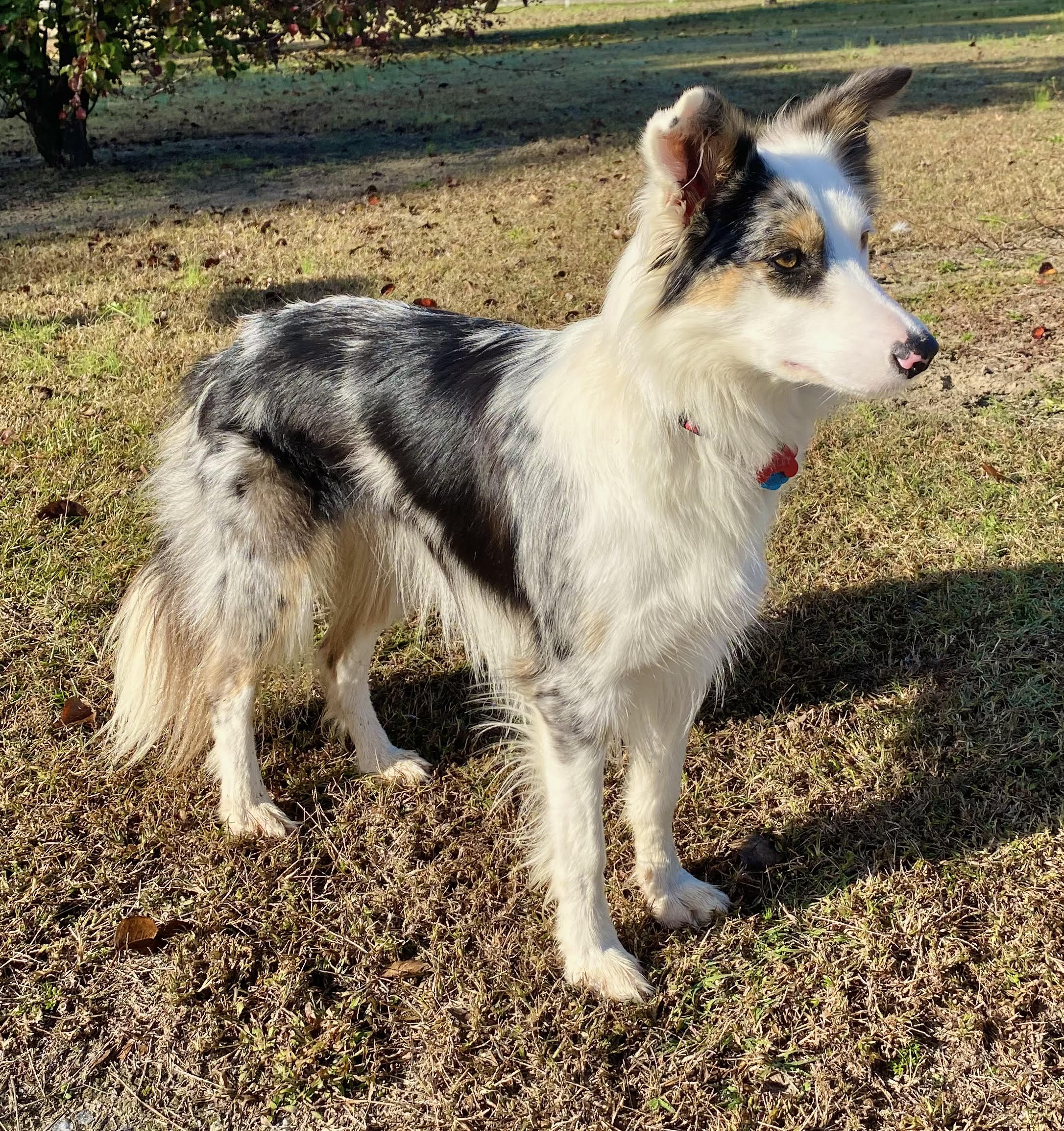
Border Collie.

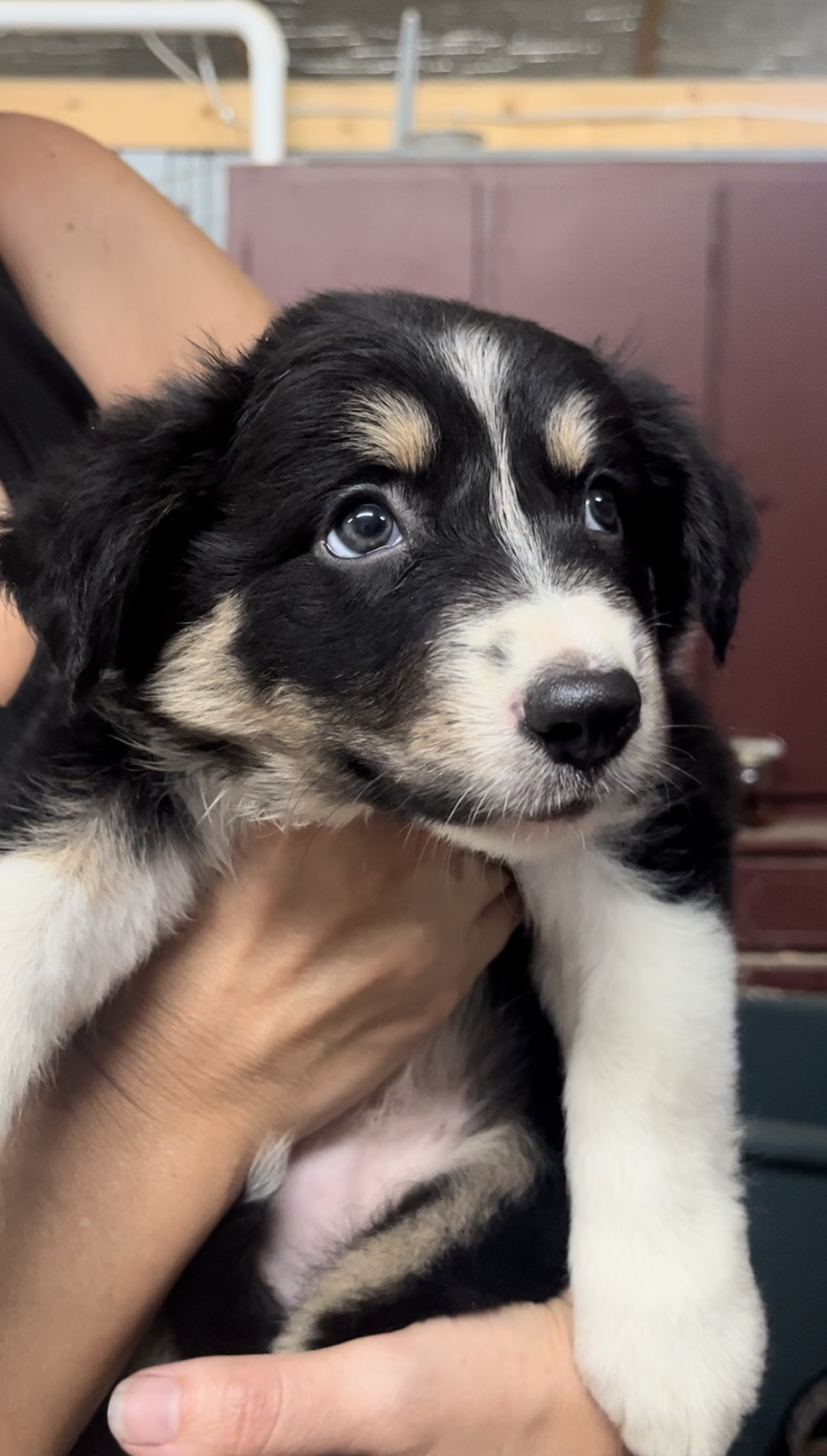
Border Collie de 2 mois.

Le border collie est une race de chien de berger, originaire de la frontière entre l'Angleterre et l'Écosse, les "Scottish Borders", d'où il tient son nom. Partout dans le monde, ce chien de travail assiste les agriculteurs dans la conduite du bétail, notamment des moutons. Il est reconnu pour son intelligence, son obéissance, sa vue perçante, mais également comme étant très énergique et athlétique.

## Histoire
Le border collie a été sélectionné à des fins pastorales depuis plus de deux siècles. On suppose que la race était issue de Pointer anglais et de Setter Gordon. La race a été fixée en 1893 par l'étalon Hemp qui est considérée comme son ancêtre. 
Le border collie tient son nom de la région des Scottish Borders ou juste Borders (frontières) qui sépare l'Écosse de l'Angleterre, berceau de la race. Ce nom a été adopté dès 1915. Les premiers border collies sont arrivés en France au début des années 1970.

## Sélection

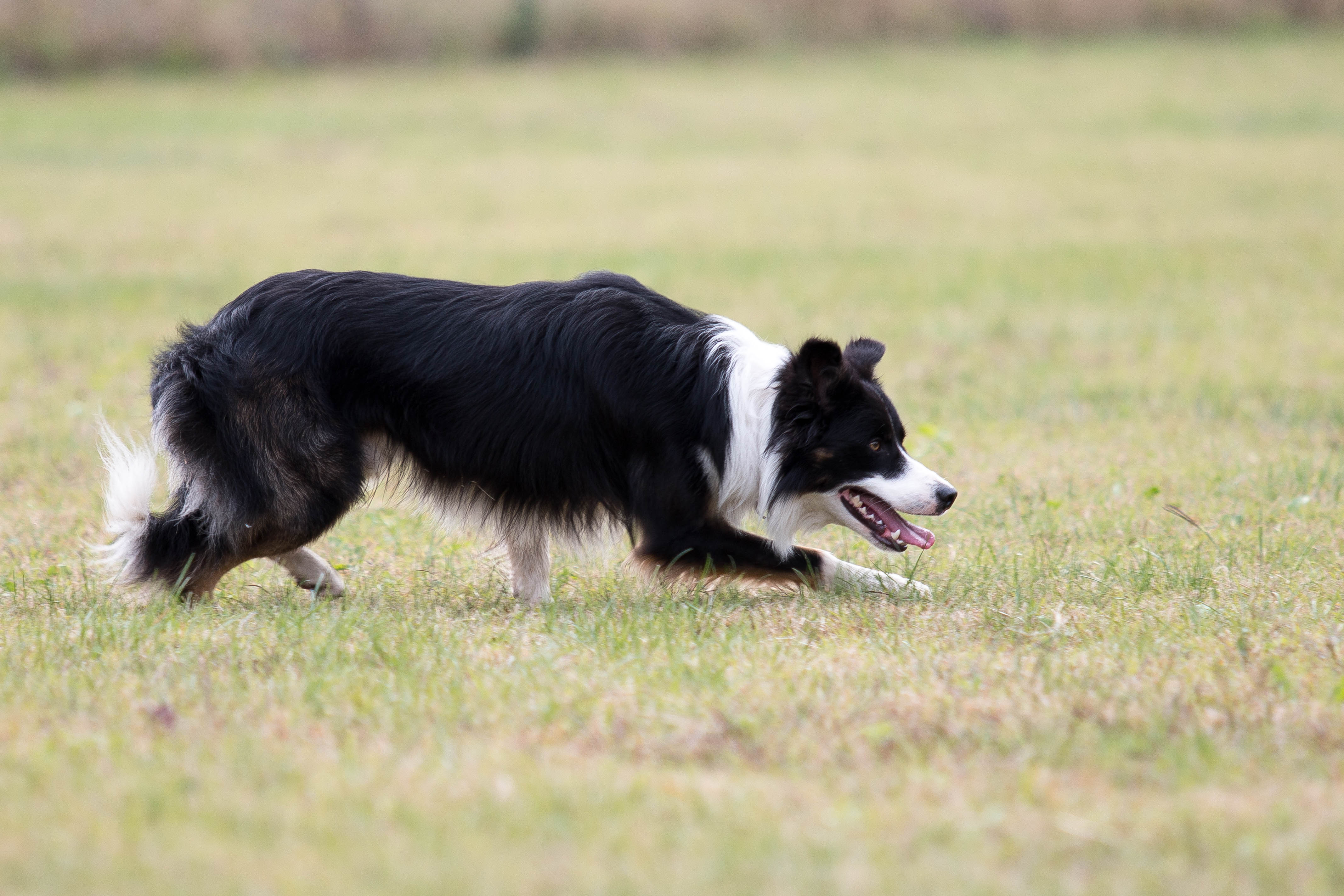
Attitude type du border.

Le border collie se distingue davantage par ses excellentes aptitudes de chien de berger que par sa morphologie.
En effet, le premier registre dans lequel étaient enregistrés les sujets afin de conserver leur généalogie (pédigrée) est la Société internationale des chiens de berger (en), un organisme toujours actif en Grande-Bretagne, qui fait fi de toute considération esthétique ou morphologique.
Une spécificité française exige, contrairement aux pays d'Europe, que les chiens enregistrés au Livre des origines français (LOF) se soumettent à un examen dit « de confirmation ». Cet examen vise à vérifier que le chien est conforme aux caractéristiques de sa race, et ainsi assurer la pérennité de celle-ci. La confirmation donne à la descendance du sujet la possibilité d'être à son tour inscrit dans le LOF.
Jusqu'en 2020, l'examen de confirmation du border collie était exclusivement réalisé par un juge du club de race (l'AFBC), et comportait un test d'aptitude à la conduite de troupeau. Le border collie était la seule race dont la confirmation avait été déléguée au club de race par la Société centrale canine (SCC). Ceci avait pour but d'assurer la pérennité des aptitudes bergères de la race, les qualités du border collie étant, encore aujourd'hui, indispensables à de nombreux éleveurs et conducteurs de bétail.
Depuis 2020, la SCC a décidé de mettre un terme à cette situation exclusive au motif que, le cheptel ayant considérablement augmenté depuis son introduction en France, le border collie n'est plus exclusivement utilisé au troupeau. Beaucoup de ces chiens ne seront jamais mis en condition de travail et cela constitue, selon la SCC, un frein à leur enregistrement au LOF.
Malgré les réticences de l'AFBC, il a été mis en place un système à double confirmation. D'une part, la confirmation au troupeau, toujours réalisée par un juge « expert confirmateur » nommé par l'AFBC, et d'autre part, la confirmation sur morphologie, réalisée par un juge de la SCC. Désormais, le pédigrée français d'un chien mentionne si sa confirmation a été réalisée au troupeau ou en morphologie. C'est la naissance, en France, de deux lignées distinctes.
Dans les autres pays coexistent généralement plusieurs livres des origines, à l'image de la Grande-Bretagne, où le livre du Kennel Club (KC) répertorie les chiens d'exposition et de sport, et où le livre de la Société internationale des chiens de berger (en) (ISDS) enregistre les chiens de travail. Un chien inscrit à l'ISDS peut d'office obtenir un pédigrée KC. Par contre, un chien possédant un pédigrée KC doit prouver son aptitude au travail sur troupeau pour être enregistré à l'ISDS, « au titre du mérite ». Les chiens peuvent donc avoir un double pédigrée.
L'examen confirmation n'est toutefois pas l'assurance d'une reproduction saine et raisonnée. La race est, en effet, touchée par la dysplasie des hanches, ainsi que par des anomalies oculaires. Il est donc conseillé de tester les sujets destinés à la reproduction.

## Description

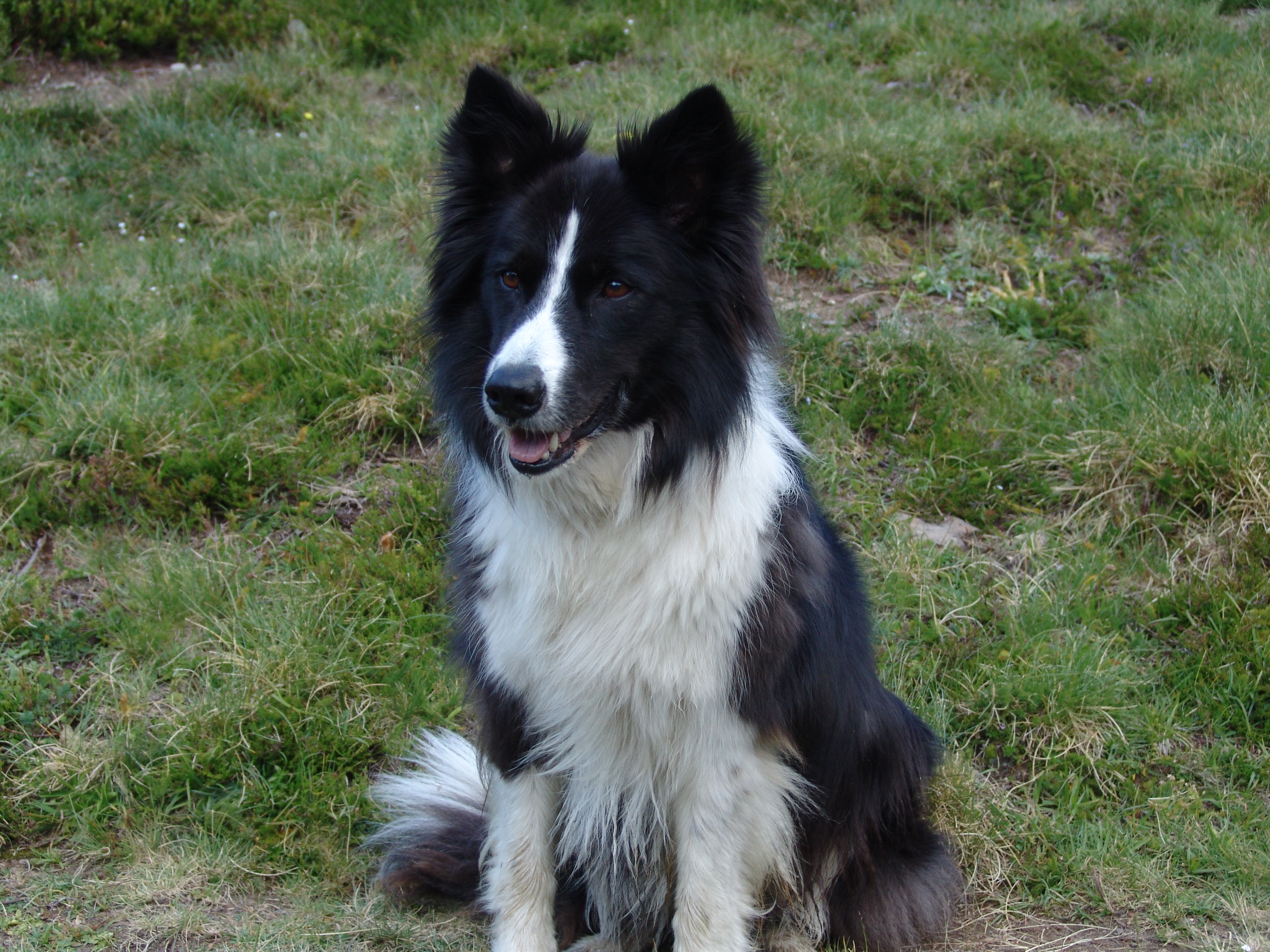
Border collie noir et blanc.

Les borders collies peuvent présenter différentes couleurs de robe, notamment le noir, brun (de rouge à chocolat), sable (robes charbonnées), blond, lilas ou bleu. Toutes ces robes peuvent :
- Être accompagnées de marques feu plus ou moins intenses (joues, museau, au-dessus des yeux, jarrets). On dit alors que la robe est tricolore (tricolore noir, rouge tricolore, lilas tricolore, bleu tricolore, etc.).
- Présenter des taches irrégulières où le pigment est dilué : ce sont les robes dites "merle" (bleu merle, rouge merle, sable merle, etc.). Particularité : "bleu merle" correspond à une robe noire présentant des patches gris, "slate merle" est une robe bleue (noir dilué) comportant des patches gris pâle.

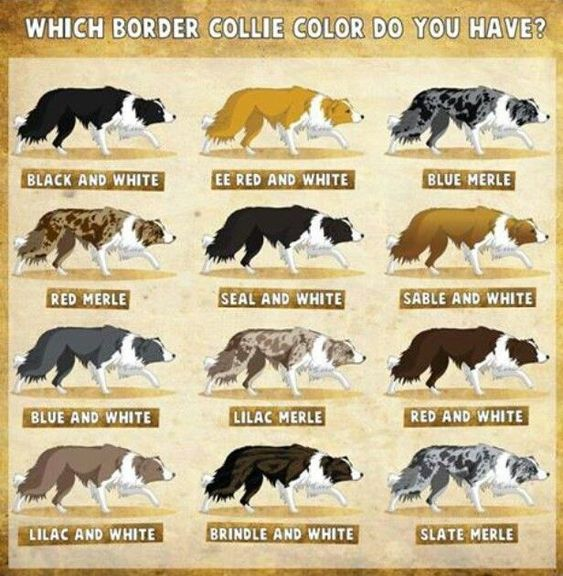
Description des couleurs de robe possibles pour un border collie.

- Description des couleurs de robe possibles pour un border collie.Combiner des marques feu et merle (bleu merle tricolore, rouge merle tricolore, etc.).
- Être assorties de mouchetures plus ou moins nombreuses et larges sur les plages de blanc. Dans ce cas, les mouchetures ont la couleur des zones pigmentées de la robe.

Les deux yeux peuvent être bleus unis ou vairons. Les chiens à robe merle peuvent avoir des yeux bleus particolores.

## Caractère
Chien affectueux et proche de son maître, il est connu pour sa grande vivacité d'esprit. Le livre The Intelligence of Dogs de Stanley Coren, le classe notamment, dans la catégorie des chiens les plus brillants. Il est également très actif et est reconnu pour son besoin de pratiquer des activités stimulantes, aussi bien mentalement que physiquement et de préférence en partenariat avec son maître.
La conduite de troupeau est l'activité qui convient le mieux au border collie, cependant, malgré sa prédisposition pour la direction des troupeaux, la popularité du border collie en tant qu'animal de compagnie augmente au fil des années.
En qualité de chien de compagnie, il a besoin de sessions d'activité sportives régulières et importantes. Cependant, son instinct peut se développer sur des objets de compensation (enfants, autres animaux, vélos, voitures, etc.). Le manque de stimulation physique et/ou mentale entraîne fréquemment des troubles du comportement (destructions, troubles obsessionnels compulsifs). À l'inverse, l'excès de jeux inappropriés peut également générer des comportements obsessionnels. Le border collie ne doit pas être constamment enfermé dans une maison, un appartement. Il a besoin de dépenser son énergie, par exemple en jouant au frisbee, à la balle ou encore courir, faire des balades à pied... Car sans ça, il pourrait se montrer destructeur, et causer des dégâts dans son domicile.
Souvent sensible, parfois même à l'excès, le border demande une éducation douce et juste.

## Activités

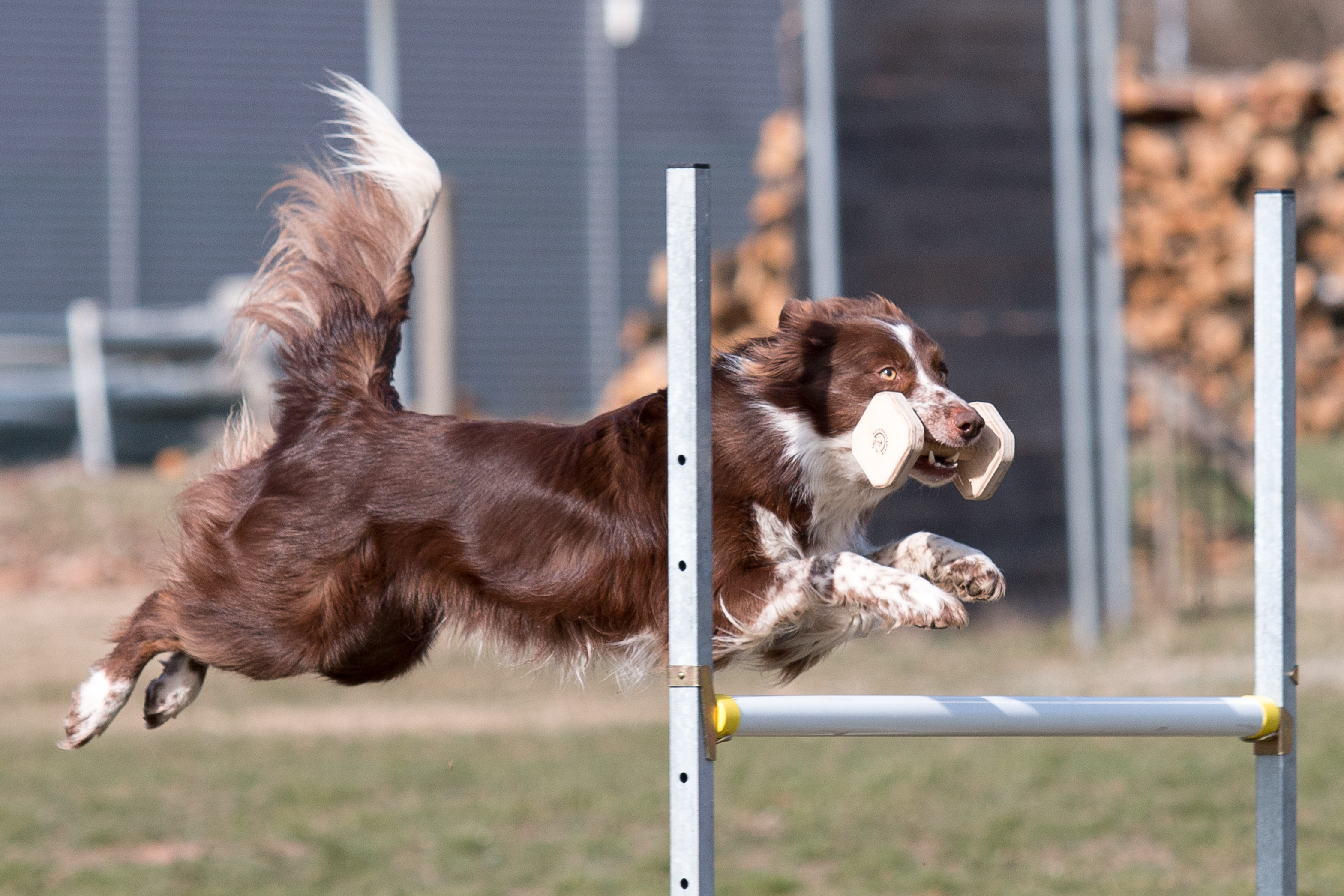
Border collie en entraînement à l'obéissance.

De nombreuses disciplines peuvent être pratiquées par les border collies, cependant, il convient de veiller à ne pas dépasser l'endurance de son chien : le côté volontaire de ce chien peut le conduire à l'épuisement total.

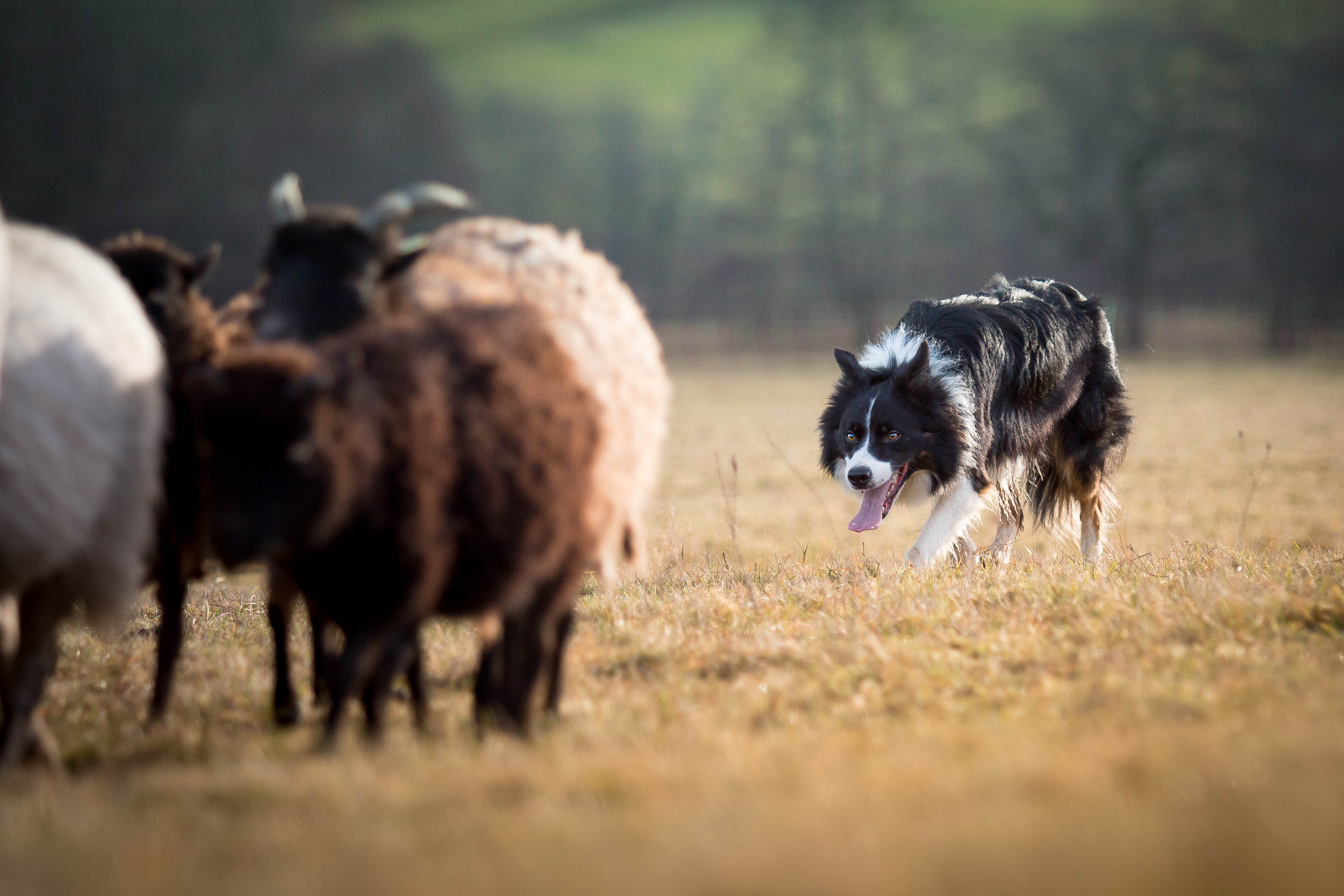
Le « pouvoir de l'œil » d'un border collie sur des moutons.

L'activité de prédilection du border collie est la conduite des troupeaux. Ardent travailleur, docile et sachant prendre des initiatives, il est capable de diriger un troupeau, avec la complicité de son maître. Il possède la faculté dite du « pouvoir de l'œil » qui lui permet d'orienter le troupeau du regard, en douceur et avec précision.  
C'est le chien le plus utilisé pour le travail agricole et le plus représentée dans les concours sur les troupeaux.
En Grande-Bretagne, il est employé dans différents secteurs : police, douane, assistance, recherche dans les décombres : il est polyvalent. 
- Agility

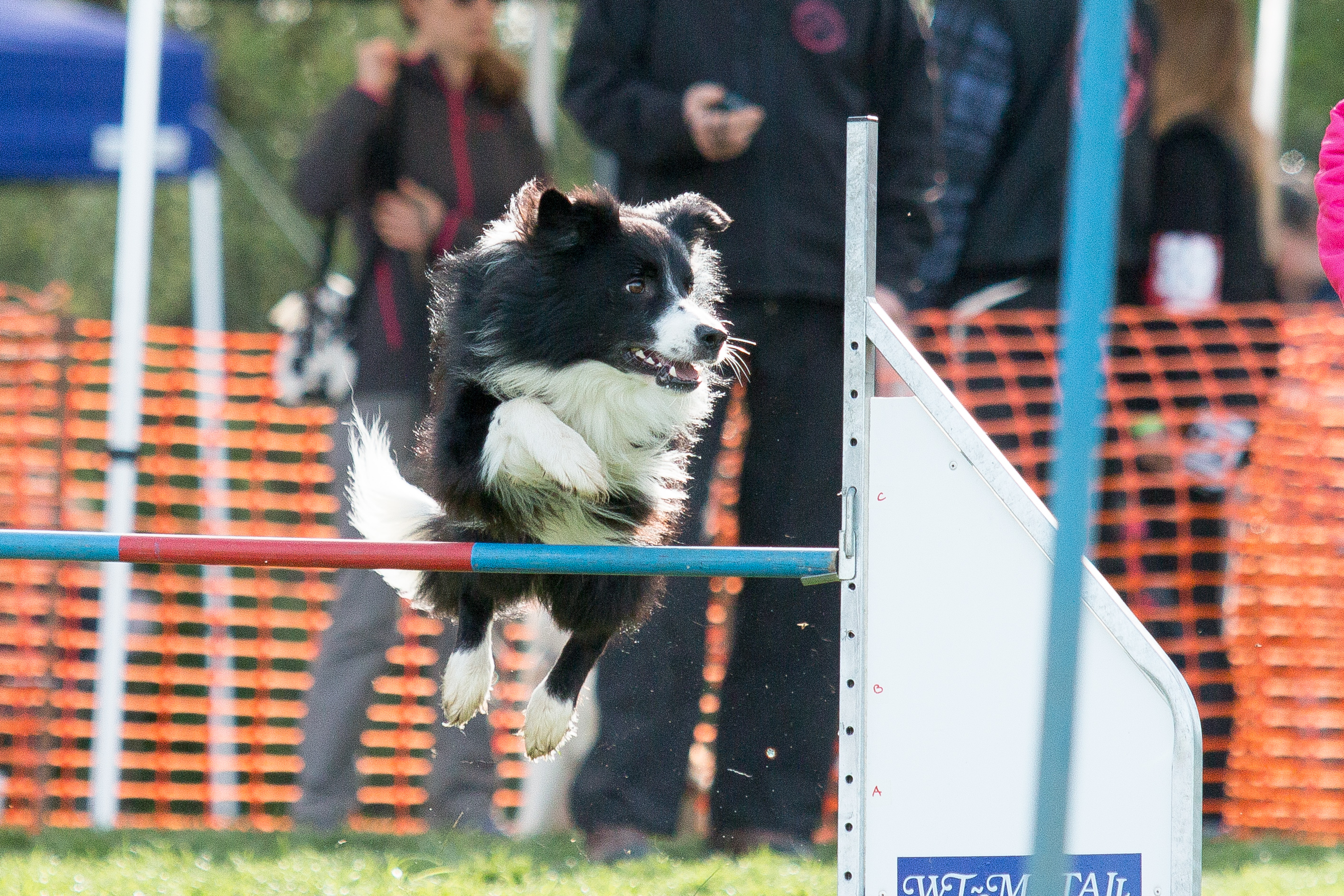
Border collie en agility.

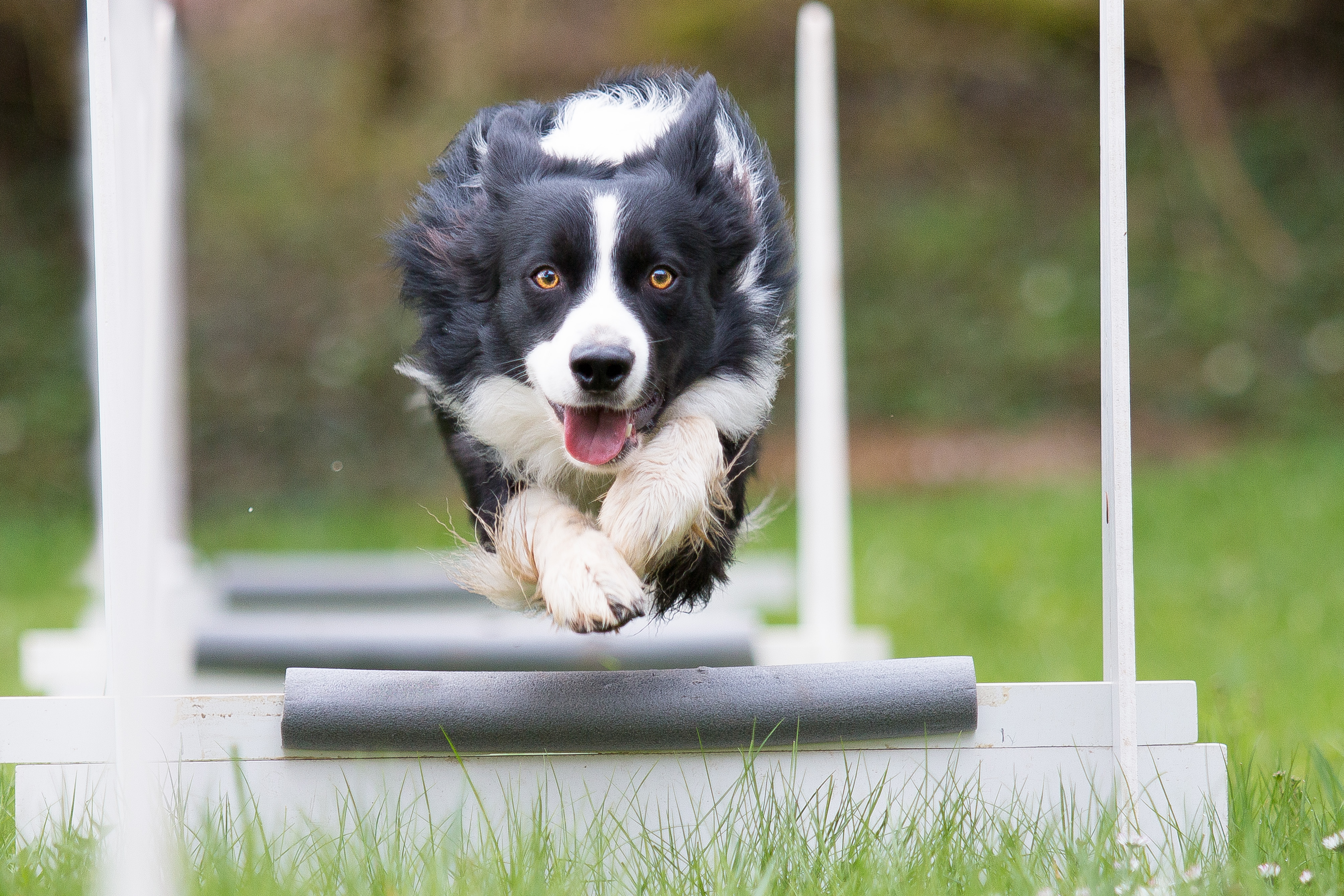
Border collie au flyball.

Grâce à sa rapidité, sa souplesse, son gabarit et sa capacité d'apprentissage, le border collie est très représenté dans les concours d'agility. Bien entraîné, il peut être un compétiteur redoutable.
- Flyball Cette discipline qui demande précision et vitesse est une discipline très adaptée pour les Borders collies, qui ont une bonne capacité d'accélération.

- Cani-cross et bike-jöring

Sa ténacité fait du border collie un chien parfaitement adapté à la course à pied et à la traction en VTT. Un travail régulier permet de développer ses capacités d'endurance et d'obtenir d'excellents résultats.

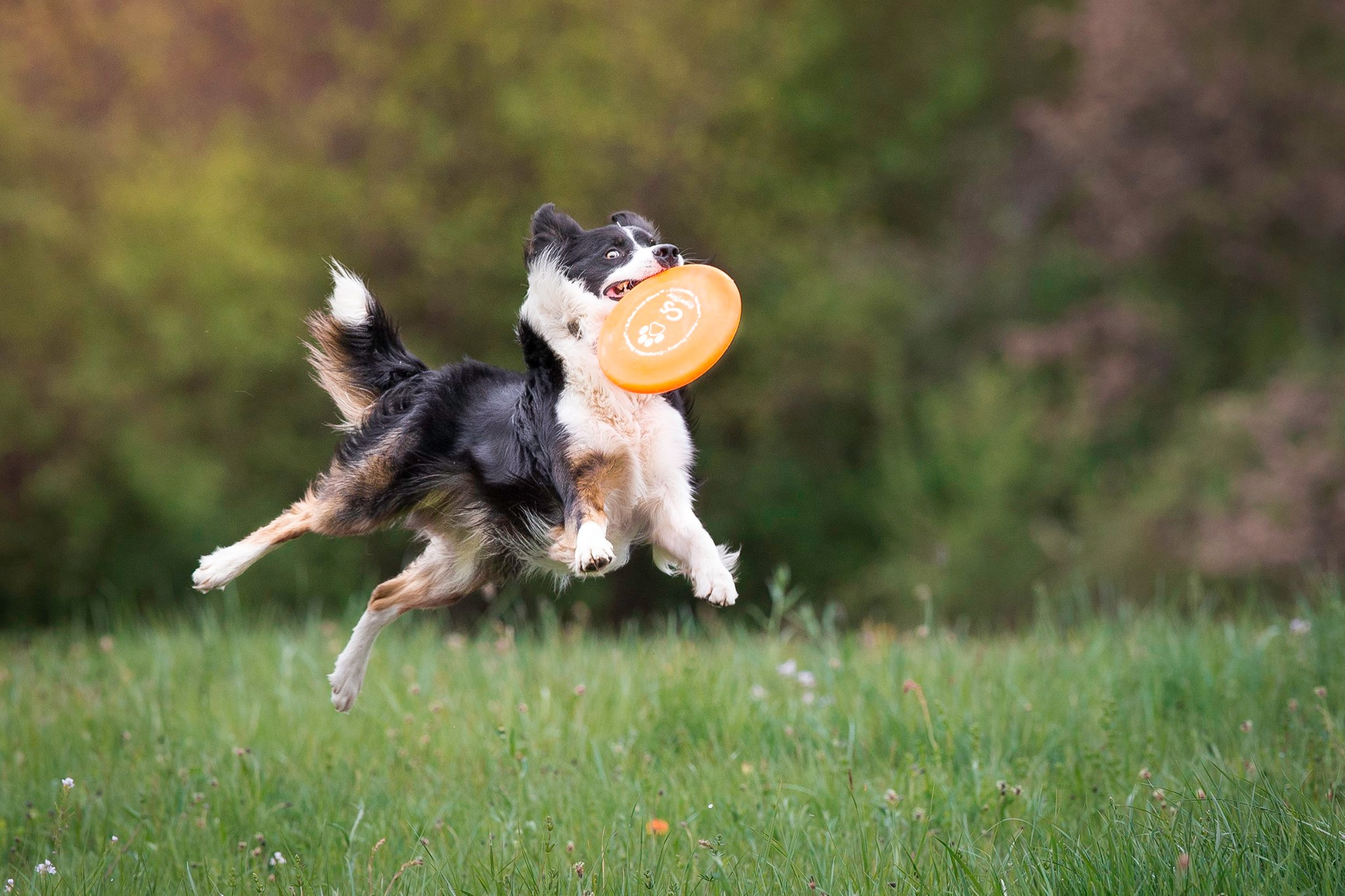
Border collie au frisbee.

- Obéissance / obéissance rythmée ou obé rythmée

Très docile, le border collie excelle dans ces deux disciplines basées avant tout sur l'obéissance et la reproduction de mouvements travaillés. On le retrouve également très souvent sur les podiums de ces deux disciplines.
- Chien guide d'aveugle

Le border collie est de plus en plus reconnu comme un chien guide d'aveugle grâce à ses facultés de concentration. Sa grande capacité d'apprentissage, sa souplesse et sa capacité à surveiller son maitre en font un excellent chien d'assistance. Il convient de privilégier pour cette activité des sujets présentant moins d'instinct ou des sujets plus calmes.
- Frisbee

Le border collie possède les principales qualités requises pour pratiquer ce sport : gabarit léger, rapidité et souplesse .

## Santé
Le Border Collie a une espérance de vie moyenne de 12 ans à la naissance.
La race est sujette à plusieurs tares potentielles telles que des problèmes ophtalmiques, une dysplasie de la hanche, l’épilepsie, la mutation du gène MDR1.

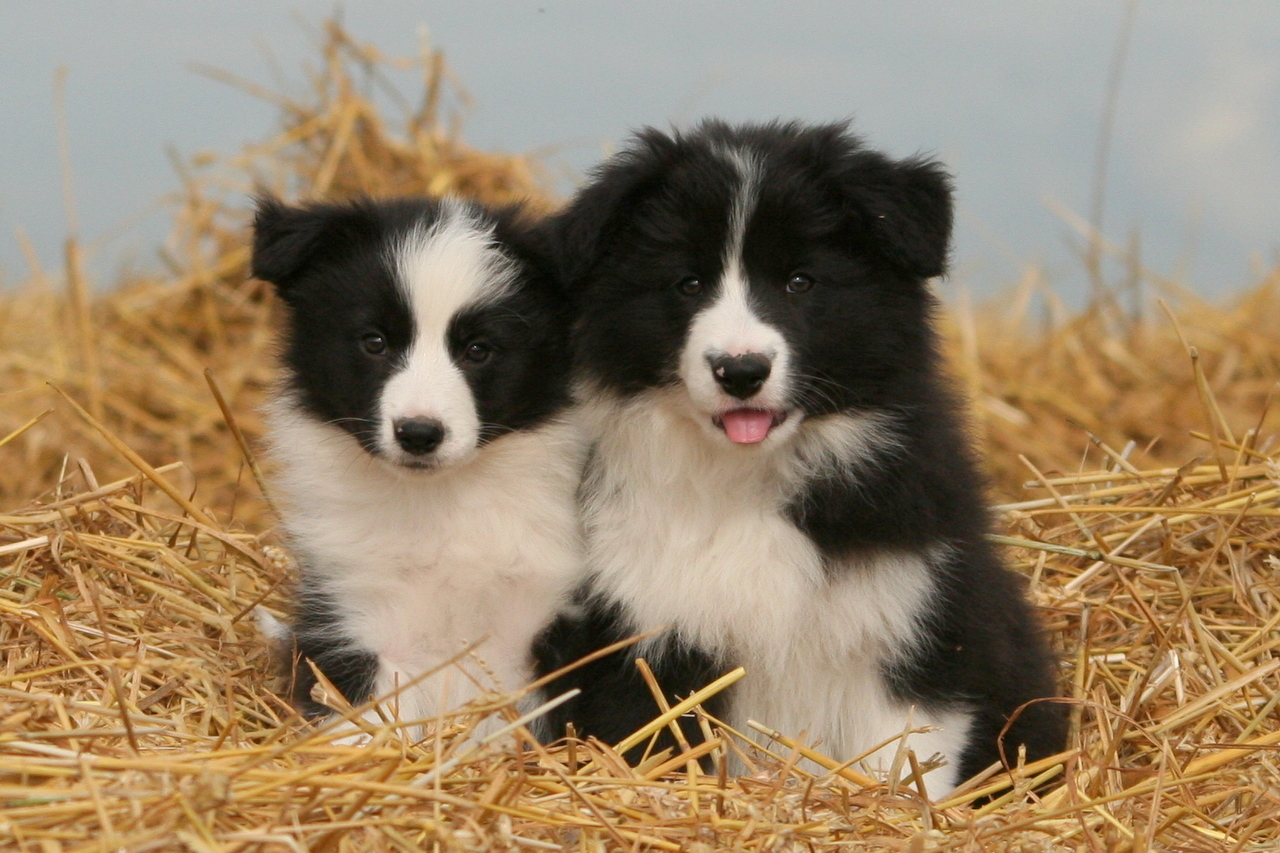
Border collie chiots.

### Anomalie de l'œil du colley (AOC) et atrophie de la rétine (APR)
L'APR et l'AOC sont deux tares potentielles qui peuvent être décrites comme suit :
- L'APR provoque la dégénérescence et la mort des cellules de la rétine, à l'arrière de l'œil, et conduit plus ou moins rapidement le sujet à la cécité. Un animal atteint d'APR peut être un excellent compagnon, la maladie n'influant pas sur le pronostic vital et le chien s'adaptant très bien à cette affection.
- L'AOC, connue également sous le nom d'hypoplasie choroïdienne, est une maladie héréditaire. Les chiens avec une forme légère non évolutive présentent un amincissement de la choroïde sans perte de vision durant toute leur vie (grades 1 et 2). Les chiens avec une forme grave et évolutive développent un colobome qui peut conduire à un décollement partiel ou total de la rétine, à des hémorragies intraoculaires et à une perte de vision (grades 3 et 4). Les formes légères et grave étant dues à une mutation dans le même gène, des chiens atteints d’une forme légère peuvent engendrer une descendance présentant une forme grave. Ces sujets peuvent être de bons auxiliaires de ferme ou d'excellents compagnons ; néanmoins, ils doivent impérativement être écartés de la reproduction et stérilisés.
Afin de dépister certains problèmes, notamment l'anomalie de l’œil du colley ou l'atrophie de la rétine, plusieurs examens peuvent être conduits. Des examens « mécaniques » sont menés par un vétérinaire ophtalmologue et des tests génétiques sont réalisables via un échantillon d'ADN par un laboratoire (voir Optigen, Antagene, Genindexe).

### Dysplasie de la hanche
Il convient d'effectuer une radio des hanches (pratiquée par le vétérinaire sous anesthésie générale) pour tout sujet destiné à la reproduction. À noter que si la dysplasie peut être d'origine génétique, elle peut aussi être environnementale (alimentation trop riche ou trop pauvre, locaux d'élevage au sol glissant, activité inadaptée en période de croissance). L'origine de la dysplasie étant difficile à identifier, tous sujets dont les hanches présentent des anomalies doivent être écartés de la reproduction.

### Sensibilité médicamenteuse
Certains individus sont porteurs d'une mutation héréditaire du gène MDR1 qui le rend défaillant. Dans ce cas, plusieurs médicaments peuvent avoir un effet neurotoxique fatal. Les animaux porteurs sont ainsi sensibles à l'ivermectime (composant vermifuge) et au lopéramide. Afin de déterminer si un individu est porteur de la mutation, il est possible de réaliser un test génétique, facilitant ainsi l'administration de médicaments vétérinaires. Les sujets porteurs de cette mutation sont écartés de la reproduction.

### Épilepsie et trouble d'estomac
L'espèce peut être sujette à des cas d'épilepsie ou des troubles d'estomac, problèmes ayant probablement une origine environnementale. En effet, un stress intense ou de longue durée, lié par exemple à un exercice soutenu ou des conditions météorologiques défavorables, pourraient engendrer des crises d'épilepsie ou des torsions d'estomac. Cela reste cependant rare.

### Troubles liés à ascendance
En cas de mariage merles, tricolores et blanc envahissants entre eux, il y a de forte probabilité d'obtenir des chiots sourds, atteints de tares oculaires (qui provoqueront la plupart du temps la cécité complète), atteints de des troubles comportemental (tocs, hyperactivité), ou tout autre problèmes de santé. Ces problèmes génétiques, même s'ils ne sont pas exprimés chez l'individu, peuvent également perturber la descendance et contribuer à une mauvaise évolution de la race. Lors d'une reproduction, il convient donc de marier les couleurs merles et tricolores avec des couleurs dominantes noires ou rousses. Les chiens dont la robe dominante est blanche sont à écarter de toute reproduction.

### Entretien
Le border collie est un chien facile d'entretien pour l'hygiène et la santé. Mais pour éviter les problèmes digestifs, il faut veiller à ce qu'il ne se dépense pas physiquement après avoir mangé. Cela risquerait surtout de provoquer une torsion intestinale, potentiellement mortelle pour le chien.
Le pelage des sujets à poil mi-long et long doit être régulièrement brossé. Un bain trimestriel est largement suffisant.

## Border collie célèbre
- Chaser : elle est « la chienne la plus intelligente du monde ». Elle détient le record selon le Guiness Book of World Records et est capable de comprendre plus de 1000 mots et phrases[11],
- Messi : chien acteur.

## Borders collies dans la culture populaire
- Bandit, dans la série La Petite Maison dans la prairie
- Dagobert dans Le Club des cinq. Dans la série de livres, il n'a pas de pédigrée. Dagobert, d'après les illustrations des premières éditions, s'il est un bâtard, ressemble manifestement davantage à un braque qu'à un border collie.
- Ficelle et Rex, le couple de chiens de berger dans le film Babe, le cochon devenu berger (1996)
- Messi, dans le film Anatomie d’une chute.